# Sérgio Spada
Sérgio Spada (Iraí, 14 de dezembro de 1954) é um político brasileiro. Exerceu o mandato de vereador, deputado estadual do Paraná e deputado federal constituinte pelo PMDB e pelo PST , filiando-se também aos partidos MDB, PP, PPB, PSDB e PPS ao longo de suas atividades políticas. Filho de Ludovino Domingos Spada e Vitória Spada, atuou também como taxista, advogado e comerciante. Casou-se com Iralda Vitorassi Spada, com quem teve três filhos, sendo que um deles, Eduardo Spada, foi nomeado, em 2008, Secretário Municipal de Agricultura de Foz do Iguaçu. 

## Carreira
Após ter sido motorista de táxi durante um ano, conseguiu eleger-se como vereador do município de Foz do Iguaçu, no ano de 1976, pelo Movimento Democrático Brasileiro (MDB) - em oposição ao regime militar que havia sido instaurado no Brasil desde 1964 - assumindo o cargo em 1977. 
Durante o mandato, atuou também como comerciante até 1983, quando deixou a Câmara dos Vereadores de Foz do Iguaçu e assumiu o cargo de Deputado Estadual na Assembleia Legislativa do Paraná, pelo Partido do Movimento Democrático Brasileiro (PMDB). Entre suas atividades, destacam-se as funções das comissões de Recursos Humanos, Turismo, Educação, presidente da Comissão de Terras, Imigração e Colonização. No ano de 1985, bacharelou-se em Direito pela Universidade Federal do Paraná (UFP). 
No ano de 1986, foi eleito deputado federal constituinte, vinculado aos interesses da Frente Ampla Parlamentarista. Além de ter integrado inúmeros cargos de diferentes comissões, votou a favor de temas como o rompimento de relações com países que seguissem políticas de discriminação racial, jornada de trabalho de 40 horas com turno ininterrupto de seis horas, unidade sindical, voto aos 16 anos e da criação de um fundo para a reforma agrária; sendo esta uma das questões principais de seu mandato, pois defendeu a reforma agrária, não permitindo imóveis com área superior a 60 módulos inexplorados, por três anos consecutivos. Em contrapartida, foi contra a pena de morte, a estatização do sistema financeiro e a legalização do jogo do bicho. Tentou se reeleger nas eleições de 1990, obtendo apenas uma terceira suplência e deixando a Câmara no final após o final de sua legislatura, no ano seguinte. 
Em 1994, voltou à vida política, agora pelo Partido Progressista (PP), tentando a eleição para o cargo de deputado estadual. Poucos meses depois de assumir o mandato, ingressou no Partido Progressista Brasileiro (PPB), tornando-se líder deste partido na Assembleia Legislativa do Paraná. Em 1996, último ano de suas atividades na Assembleia, filiou-se ao Partido da Social Democracia Brasileira (PSDB). 
No ano de 1998, reelegeu-se deputado estadual pelo PSDB, mas assumiu esta função apenas em março de 2000, atuando neste meio tempo como secretário de Defesa do Consumidor no governo de Jaime Lerner. Durante o exercício como deputado estadual, votou a favor da emenda de iniciativa popular que impedia a privatização da Companhia Paranaense de Energia Elétrica (Copel). Este projeto gerou grande repercussão para conseguir as assinaturas necessárias da população para ser enviado ao legislativo. Entretanto, com a invasão dos membros deste movimento na Assembleia durante a votação, o projeto acabou sendo derrotado no dia 20 de agosto de 2001, por 27 votos contra 26. 
Nas eleições de outubro de 2002, entrou na disputa pela reeleição a deputado estadual, pelo PSDB, mas acabou obtendo uma suplência. 
Associou-se ao Partido Popular Socialista (PPS) em 2007, tornando-se o presidente do partido no ano seguinte. 